# 四方田犬彦
四方田 犬彦（よもた いぬひこ、1953年2月20日 - ）は、日本の比較文化学者、映画史家、評論家。
大阪府生まれ。東京大学大学院人文科学研究科比較文学比較文化専攻博士課程中退。大学入学当初は、由良君美の一般教養ゼミに所属、宗教学科時代は柳川啓一に師事、大学院では佐伯彰一に師事。専攻は比較文学、映画史、漫画論、記号学。本人は「映画評論家ではない」と言っているが、その肩書が用いられることがある。『漫画原論』（1994年）では、漫画特有の手法や法則を緻密に分析した。他の著書に『月島物語』（1992年）、『映画史への招待』（1998年）、『土地の精霊』（2016年）など。

## 人物
本名は、四方田 剛己（- ごうき）。旧姓名、小林剛己。妻は台湾日本文学研究者の垂水千恵。母方の遠縁に岡田節人がいる。
本来は「四方田 丈彦」との筆名を用いるつもりだったが、出版社に「四方田 犬彦」と誤植され、そのまま筆名にしたという説があるが、『待つことの悦び』（青玄社、1992年）所収「ぼくの本当の名前」ではこの説は間違いであると述べ、カール・パーキンスの「マッチボックス」の一節"I'll be a little dog till your big dog comes"に由来すると説明している。しかし、やはり本人の著書「ハイスクール1968」では、1968年の夏休み、テアトル東京で映画「2001年 宇宙の旅」を観た感想を800字にまとめて、ファン雑誌に投稿して掲載された際、気取って筆名を「丈彦」にしたが、誤植で「犬彦」にされたと明記してある。

## 経歴
大阪市天王寺区の聖バルナバ病院に生まれる。父はダイハツの輸出部門に勤務する商社員。1953年から1956年まで西宮市今津浜田町で育つ。両親共に本籍は島根県。母方の祖父は弁護士会会長・四方田保であり、大阪府箕面市の中心部（箕面町平尾）に敷地3000坪の豪邸を構えていたという。祖父の最初の妻の四方田柳子は、平塚らいてうの同級生で、大正期の婦人運動の資料にあらわれる人物だった（四方田の祖母・美恵は、柳子の死別後の、祖父の次の妻）。
1956年、母方の祖父が持っていた箕面市半町の家作に転居。箕面市立南小学校に入学したが、1963年3月、東京都世田谷区下馬町の社宅に転居。目黒区立五本木小学校に越境入学する。このころ貸本漫画『墓場鬼太郎』『忍者武芸帳』に熱中。1964年、小学校で2年上級の原将人から、その弟を介して、創刊まもない『ガロ』を借り受けて夢中になる。中学受験塾である日本進学教室では国立二組（国立中学受験組）に属し、成績1位や優秀賞をたびたび受賞。1965年4月、東京教育大学附属駒場中学校に入学。1967年の春休みに高校課程の数学を独学で全て修了したと自称。同年7月、東京都杉並区下高井戸（現：杉並区浜田山）に転居。
父は母方の教養に自分が及ばない屈折から妻子に暴力をふるい、離婚。裁判になるが母が勝訴し、剛己は四方田姓となる。
1969年、教駒全共闘のバリケード封鎖に参加するも、首謀者が半日で解除したことに失望し、高校を中退するつもりで銀座二幸のケーキ工場で働いたが、のち復学。この当時の体験は『ハイスクール1968』に詳述されているが、同窓生の鈴木晶、金子勝、矢作俊彦、大谷行雄らから嘘を書くなと抗議を受けた。
1971年3月に東京教育大学附属駒場高校を卒業、駿台予備校で浪人生活を送る。ここでは奥井潔の講義に強い印象を受けた。1972年3月、両親の離婚に伴って小林姓から四方田姓となり、武蔵野市吉祥寺南町に転居。4月、東京大学教養学部文科三類に入学。文学部宗教学科に進学する。宗教学科の同級に島田裕巳、渡辺直樹（後の『週刊SPA!』編集長。1991年には四方田と組み、同誌で「カッコいい在日韓国人」の特集を編集）、上級には植島啓司、中沢新一、中原俊がいた。
大学在学中に平野共余子、沼野充義らと映画同人誌「シネマグラ」（1977年-）の同人として映画批評を始める。1979年から1年間、建国大学校師範大学の日本語教師としてソウルに滞在。1980年秋、東京大学大学院博士課程を休学してロンドンに滞在、このときロレンス・ダレルとジャン＝リュック・ゴダールに偶然出会う。同年、江藤淳の秘書（助手）になる話を断る。
1983年6月、垂水千恵との結婚に伴って横浜市港北区仲手原に転居。1984年、自著『映像の招喚』を澁澤龍彦に送り激励の手紙を受け取る。1984年-1985年、雑誌『GS たのしい知識』（冬樹社）の編集委員（3号まで）として、浅田彰、伊藤俊治らと同誌の編集に関わる。また、赤瀬川原平の『路上観察学会』の創設にも参加。
1987年3月から1年間、コロンビア大学特別研究員就任に伴ってニューヨーク市マンハッタンに滞在。1988年4月に横浜市の旧居へ戻ったが、垂水の台湾留学に伴って、東京都中央区月島の築50年の三軒長屋に単身移住（以後、垂水とは別居生活に入る）。1994年3月、明治学院大学を休職してボローニャに移住、ボローニャ大学に客員研究員として勤務。1995年に日本へ戻り、東京都港区高輪の伊皿子アパートメントに転居。2004年春、文化庁の文化交流使節としてテルアヴィヴに移住してテルアヴィヴ大学で客員教授を半年間務めた後、ベオグラードに移り、民族学博物館に籍を置きつつ、コソヴォのプリシュティナ大学分校で客員教授を務める。帰国後、2005年に東京都新宿区矢来町へ移住。同年から黒澤明記念ショートフィルム・コンテスト審査委員を務める。
2007年、日本財団の援助を受け、APIフェローとして夏に2ヶ月間ジャカルタのシネマテク・インドネシアに滞在し、インドネシアの怪奇映画を研究。2008年2月から4月までAPIフェローとしてバンコクのチュラロンコン大学に滞在し、タイの怪奇映画について研究。ジョグジャカルタのガジャ・マダ大学でAPIフェローとして東南アジアの怪奇映画について発表。2010年1月から3月、ノルウェーのオスロ大学にて日本文化についての講義を行った。
漫画研究では、最も愛する漫画家である水木しげると白土三平の2人に特に力を注ぐ。1994年に発表した大著『漫画原論』では、20世紀の初頭から世紀末に至るまでのほぼ全方位の日本漫画を、吹き出し・コマ割り・ベタ塗りなど画面の構成や描写の技法などの観点から、徹底して分析した。漫画を形成する重要な要素でありながらそれまでほとんど注目されて来なかった、漫画特有の文法や法則や表現方法を実に緻密に読み解き、高い評価を獲得した。
映画研究では、北野武、押井守、黒沢清、原節子、李香蘭等、日本映画を重点的に研究。日本映画とアジア各国との重要な関係性にも注目している。明治学院大学では、映画史、映画理論を講じ、門下には平沢剛、木村紅美、山本直樹（カリフォルニア大学サンタバーバラ校准教授）、大嶺沙和、崔盛旭などがいる。
また、初期の作家研究で中上健次を論評の対象とした、生前の中上とも親交があった。
その他にも、国内外の小説、詩歌、叙事詩、演劇、アート、音楽、マイノリティ文化、食、旅行などを評論対象として、幅広い分野での著作活動を行っている。鹿島茂からは、『星とともに走る』の書評において「永遠の高校生」と評された。
建国大学校に勤務した経験があり、韓国文化、韓国文学、韓国映画にも造詣が深い。1979年、朴正煕独裁下の韓国に留学し、対日協力詩人とされる金素雲に会っており、長らくどちらかと言えば保守的と見られていたが、1990年代から左派的な言動が増えてきた。ただし、1991年に柄谷行人・田中康夫らが行った、知識人たちの「湾岸戦争関与」に反対しての『湾岸戦争に反対する文学者声明』には勧誘されたが参加せず、逆に参加者たちを批判した。
2009年1月、共著等も含む「著作100冊到達」を記念して、それまでの99冊からの自選ベスト集『濃縮四方田』を彩流社から刊行。同種の著書に2000年刊の『マルコ・ポーロと書物』（枻出版社）がある。（執筆予定の18冊の予告も入れている）
須賀敦子翻訳賞選考委員。

## 学歴
- 1965年 目黒区立五本木小学校卒業
- 1968年 東京教育大学附属駒場中学校（現：筑波大学附属駒場中学校）卒業
- 1971年 東京教育大学附属駒場高等学校（現：筑波大学附属駒場高等学校）卒業。駿河台予備校に通う
- 1972年 東京大学教養学部文科三類入学
- 1974年 東京大学文学部宗教学宗教史学科進学
- 1976年 東京大学文学部卒業。同大学院人文科学研究科比較文学比較文化専攻修士課程進学
- 1979年 修士課程修了、同博士課程進学。修士論文「ジョナサン・ソフィスト」は、スウィフトの「ガリバー旅行記」論で、後に『空想旅行の修辞学』（七月堂）として刊行された
- 1984年 博士課程中退

## 職歴
- 1979-80年 建国大学校師範大学客員教授。
- 1981年より、明治学院大学、東京歯科大学非常勤講師（英語）
- 1982年より、日本ジャーナリスト専門学校講師（英語）
- 1984年 東洋大学専任講師（英語）
- 1987年 コロンビア大学東アジア学科客員研究員。
- 1990年 明治学院大学文学部芸術学科助教授。
- 1992年-1993年 東京大学教養学部非常勤講師
- 1994年 ボローニャ大学芸術学部客員研究員
- 1995年 明治学院大学教授
- 2000年 中央大学校（ソウル）客員教授
- 明治学院大学言語文化研究所所長兼任。
- 2012年 明治学院大学退職。

## 受賞歴
- 1993年 -『月島物語』で第1回斎藤緑雨賞。
- 1998年 -『映画史への招待』で第20回サントリー学芸賞社会・風俗部門。
- 2000年 -『モロッコ流謫』で第11回伊藤整文学賞評論部門、第16回講談社エッセイ賞。
- 2002年 -『ソウルの風景――記憶と変貌』で第50回日本エッセイスト・クラブ賞。
- 2004年 -『白土三平論』で日本児童文学学会特別賞。
- 2008年 -『日本のマラーノ文学』『翻訳と雑神』で第11回桑原武夫学芸賞。
- 2014年 -『ルイス・ブニュエル』で第64回芸術選奨文部科学大臣賞。
- 2019年 -『詩の約束』で第10回鮎川信夫賞詩論集部門。

## 著書

### 単著
- 『リュミエールの閾 映画への漸進的欲望』（朝日出版社 1980年）
- 『映像の招喚―エッセ・シネマトグラフィック』（青土社 1983年）
- 『人それを映画と呼ぶ』（フィルムアート社 1984年）
- 『クリティック』（冬樹社 1984年／増補版 冬樹社ライブラリー 1991年）
- 『映像要理 週刊本』（朝日出版社 1984年）
- 『映画はもうすぐ百歳になる』（筑摩書房〈水星文庫〉 1986年）
- 『封切り日が待ちどおしい』（青土社 1987年）
- 『われらが「他者」なる韓国』（PARCO出版局 1987年／増補版 平凡社ライブラリー 2000年）
- 『哲学書簡』（哲学書房 1987年）
- 『最新流行』（青土社 1987年）
- 『貴種と転生』（新潮社 1987年）／増補版『貴種と転生－中上健次』（新潮社 1996年／ちくま学芸文庫 2001年）
- 『食卓の上の小さな渾沌』（筑摩書房 1987年）
- 『もうひとりの天使 ノスタルジアと蒐集をめぐる四十八の省察』（河出書房新社 1988年）
- 『叙事詩の権能』（哲学書房 1988年）
- 『感情教育』（河出書房新社 1988年）
- 『ストレンジャー・ザン・ニューヨーク』（朝日新聞社 1989年）／増補版『ニューヨークより不思議』（河出文庫 2015年）
- 『黄犬本』（扶桑社 1991年）
- 『魯迅―めざめて人はどこへ行くか』（ブロンズ新社 1992年）
- 『越境のレッスン―東アジアの現在・五つの対話』（丸善ライブラリー 1992年）
- 『映画のウフフッ』（フィルムアート社 1992年）
- 『待つことの悦び』（青玄社 1992年）
- 『月島物語』（集英社 1992年／集英社文庫 1999年）／増補版『月島物語、ふたたび』（工作舎 2007年）
- 『眼の破裂』（四方田剛己名義、百頭社 自費出版 1993年）
- 『ドルズ・ハウスの映画館』（悠思社 1993年）
- 『文学的記憶』（五柳書院 1993年）
- 『読むことのアニマ 子供部屋の世界文学』（筑摩書房 1993年）
- 『赤犬本 Papers'91～92』（扶桑社 1993年）
- 『電影風雲』（白水社 1993年）
- 『回避と拘泥』（立風書房 1994年）
- 『漫画原論』（筑摩書房 1994年／ちくま学芸文庫 1999年）
- 『映画はついに百歳になった 人間大学講座』（日本放送出版協会 1995年）- 放送講座テキスト
- 『オデュッセウスの帰還』（自由国民社 1996年）
- 『空想旅行の修辞学―「ガリヴァー旅行記」論』（七月堂 1996年）
- 『心ときめかす』（晶文社 1998社）
- 『映画史への招待』（岩波書店 1998年）
- 『旅の王様』（マガジンハウス 1999年）
- 『星とともに走る 日誌1979-1997』（七月堂 1999年）
- 『狼が来るぞ!』（平凡社 1999年）
- 『日本映画のラディカルな意志』（岩波書店 1999年）
- 『モロッコ流謫』（新潮社 2000年／ちくま文庫 2014年）
- 『日本映画史100年』（集英社新書 2000年）／増補版『日本映画史110年』（同 2014年）
- 『日本の女優』（岩波書店 2000年）／改題『李香蘭と原節子』（岩波現代文庫 2011年）
- 『けだものと私』（淡交社 2000年）
- 『マルコ・ポーロと書物』（枻出版社 2000年）
- 『ハイスクール・ブッキッシュライフ』（講談社 2001年）
- 『アジアのなかの日本映画』（岩波書店 2001年）
- 『ソウルの風景―記憶と変貌』（岩波新書 2001年）
- 『大好きな韓国』（日本放送出版協会 2002年／増補版 バジリコ 2003年）
- 『映画と表象不可能性』（産業図書 2003年）
- 『アジア映画の大衆的想像力』（青土社 2003年）
- 『摩滅の賦』（筑摩書房 2003年）
- 『指が月をさすとき、愚者は指を見る 世界の名セリフ50』（ポプラ社 2003年）
- 『ハイスクール1968』（新潮社 2004年／新潮文庫 2008年）
- 『白土三平論』（作品社 2004年／ちくま文庫 2013年）
- 『航海の前の読書』（五柳書院 2004年）
- 『心は転がる石のように―Papers 2003-2004』（ランダムハウス講談社 2004年）
- 『見ることの塩―パレスチナ・ボスニア紀行』（作品社 2005年／河出文庫（改訂版・上下）、2024年3月）
- 『ラブレーの子供たち』（新潮社 2005年）
- 『ブルース・リー―李小龍の栄光と孤独』（晶文社 2005年／ちくま文庫（改訂版）、2019年）
- 『「かわいい」論』（ちくま新書 2006年）
- 『パレスチナ・ナウ《戦争／映画／人間》』（作品社 2006年）
- 『人生の乞食』（書肆山田 2007年）- 詩集
- 『先生とわたし』（新潮社 2007年／新潮文庫 2010年）- 師由良君美を描く
- 『驢馬とスープ papers2005-2007』（ポプラ社 2007年）
- 『人間を守る読書』（文春新書 2007年）
- 『日本映画と戦後の神話』（岩波書店 2007年）
- 『日本のマラーノ文学-Dulicine roja』（人文書院 2007年）
- 『翻訳と雑神―Dulcinea blanca』（人文書院 2007年）
- 『四方田犬彦の引越し人生』（交通新聞社 2008年）
- 『日本の書物への感謝』（岩波書店 2008年）
- 『濃縮四方田』（彩流社 2009年）
- 『歳月の鉛』（工作舎 2009年）
- 『怪奇映画天国アジア』（白水社 2009年）
- 『音楽のアマチュア』（朝日新聞出版 2009年）
- 『子供は悪いのが好き―スクリーンの中の幼年時代』（光村図書 2009年）
- 『女神の移譲 書物漂流記』（作品社 2010年）
- 『大島渚と日本』（筑摩書房 2010年）
- 『「七人の侍」と現代―黒澤明再考』（岩波新書 2010年）
- 『俺は死ぬまで映画を観るぞ』（現代思潮新社 2010年7月）
- 『蒐集行為としての芸術』（現代思潮新社 2010年7月）
- 『人、中年に到る』（白水社 2010年10月）
- 『書物の灰燼に抗して 比較文学論集』（工作舎 2011年4月）
- 『ゴダールと女たち』（講談社現代新書 2011年8月）
- 『アジアの文化は越境する』（弦書房 2011年10月）
- 『ひと皿の記憶 食神、世界をめぐる』（ちくま文庫 2013年5月）
- 『ルイス・ブニュエル』（作品社 2013年6月、増訂版2022年）
- 『マルクスの三つの顔』（亜紀書房 2013年7月）
- 『アジア全方位』（晶文社 2013年10月）
- 『日本の漫画への感謝』（潮出版社 2013年11月）
- 『わが煉獄』（港の人 2014年）- 詩集
- 『よみがえる夢野久作 『東京人の堕落時代』を読む』（弦書房 2014年）- ブックレット
- 『台湾の歓び』（岩波書店 2015年1月）
- 『テロルと映画 スペクタクルとしての暴力』（中公新書 2015年6月）
- 『犬たちの肖像』（集英社 2015年6月）
- 『土地の精霊』（筑摩書房 2016年1月）
- 『母の母、その彼方に』（新潮社 2016年2月）
- 『署名はカリガリ 大正時代の映画と前衛主義』（新潮社 2016年11月）
- 『日本映画は信頼できるか』（現代思潮新社 2017年4月）
- 『漫画のすごい思想』（潮出版社 2017年6月）-『日本の漫画への感謝』の続編
- 『大野慶人の肖像』（かんた 2017年9月）
- 『神聖なる怪物』（七月堂 2018年6月）
- 『親鸞への接近』（工作舎 2018年8月）
- 『詩の約束』（作品社 2018年10月）
- 『すべての鳥を放つ』（新潮社 2019年1月）
- 『無明 内田吐夢』（河出書房新社 2019年5月）
- 『聖者のレッスン 東京大学映画講義』（河出書房新社 2019年10月）
- 『女王の肖像 切手蒐集の秘かな愉しみ』（工作舎 2019年11月）
- 『夏の速度』（作品社 2020年6月）
- 『映画の領分』（岩波書店 2020年6月）
- 『愚行の賦』（講談社 2020年8月）
- 『われらが〈無意識〉なる韓国』（作品社 2020年11月）
- 『世界の凋落を見つめて クロニクル2011‐2020』（集英社新書 2021年5月）
- 『離火』（港の人 2021年9月）
- 『戒厳』（講談社 2022年1月）
- 『さらば、ベイルート ジョスリーンは何と闘ったのか』（河出書房新社 2022年5月）
- 『パゾリーニ』（作品社 2022年11月）
- 『大泉黒石 わが故郷は世界文学』（岩波書店 2023年4月）
- 『いまだ人生を語らず』（白水社 2023年6月）
- 『サレ・エ・ぺぺ　塩と胡椒』（工作舎 2023年10月）
- 『人形を畏れる』（大和プレス 思潮社 2023年12月）
- 『ゴダール、ジャン゠リュック』（白水社 2024年11月）- 集成
- 『わたしの神聖なる女友だち』（集英社新書 2024年12月）
- 『アジア映画とは何か』（みすず書房 2025年4月）

### 共著
- （平岡正明）『週刊本 電撃フランク・チキンズ』（朝日出版社、1985年）
- （タイガー立石）『タイガー立石のデジタル世界』（思索社、1985年）
- （大河内昭爾と聞き手）『前衛調書 勅使河原宏との対話』（学藝書林、1989年）
- （丹生谷貴志、松浦寿輝、柳瀬尚紀）『吉田健一頌』

（書肆 風の薔薇、1990年／増訂版 水声社〈風の薔薇叢書〉、2003年）
- （李鳳宇）『先に抜け、撃つのは俺だ』（アスペクト、1998年）
  - 増補改題版『パッチギ！ 対談篇 -- 喧嘩、映画、家族、そして韓国』（朝日選書、2005年）
- （金光英実）『ためぐち韓国語』（平凡社新書、2005年）
- （草森紳一）『アトムと寅さん 壮大な夢の正体』（河出書房新社、2005年）
- （也斯）『往復書簡 いつも香港を見つめて』（岩波書店、2008年）
- （倪震）『日中映画論』（作品社、2008年）
- （石井睦美）『再会と別離』（新潮社、2011年）
- （ロジャー・パルバース）『こんにちは、ユダヤ人です』（河出書房新社〈河出ブックス〉、2014年）
- （李鳳宇）『民族でも国家でもなく―北朝鮮・ヘイトスピーチ・映画』（平凡社、2015年）
- （ダニー・ユン）『香港で文化を創り続ける』（弦書房、2021年）ブックレット

### 編著
- 『あんにょん・ソウル 韓国日常雑貨事典』（洋泉社 1986年）
- 『映画監督 溝口健二』（新曜社 1999年）
- 『明治の文学 第8巻 泉鏡花』（筑摩書房 2001年）
- 『李香蘭と東アジア』（東京大学出版会 2001年）
- 『ザ・グレーテスト・ヒッツ・オブ・平岡正明』（芳賀書店 2001年）
- 『思想読本 (9) アジア映画』（作品社 2003年）
- 『吉田喜重の全体像』（作品社 2004年）
- 『女優山口百恵』（ワイズ出版 2006年）
- 『永久男根 平岡正明－追悼論集』（彩流社 2010年7月）
- 『鈴木清順エッセイ・コレクション』（ちくま文庫 2010年8月）
- 『アジアの文化は越境する〈映画・文学・美術〉』（弦書房 2011年11月）
- 平岡正明『完全版 山口百恵は菩薩である』（講談社 2015年6月）

### 共同の編著書
- （柄谷行人・浅田彰・渡部直己）『中上健次全集』（全15巻、集英社 1995-96年）
- （今福龍太・沼野充義）『世界文学のフロンティア』（全6巻、岩波書店 1996-97年）
- （堀潤之）『ゴダール・映像・歴史 --「映画史」を読む』（産業図書 2001年）
- （青木保・姜尚中・小杉泰・坂元ひろ子・莫邦富・山室信一・吉見俊哉）

『アジア新世紀』（全8巻、岩波書店 2002～03年）
- （斉藤綾子）『映画女優若尾文子』（みすず書房 2003年、新版2010年・2016年）
- （斉藤綾子）『男たちの絆、アジア映画 -- ホモソーシャルな欲望』（平凡社 2004年）
- （柴田元幸・沼野充義・藤井省三）『世界は村上春樹をどう読むか a wild Haruki chase』（文藝春秋 2006年／文春文庫 2009年）
- （平沢剛）『若松孝二反権力の肖像』（作品社 2007年、増補決定版2013年）
- （大嶺沙和）『沖縄映画論』（作品社 2007年）
- （平沢剛）『大島渚著作集 第1～4巻』（現代思潮新社 2008年～2009年）
- （鷲谷花）『戦う女たち 日本映画の女性アクション』（作品社 2009年8月）
- （晏妮）『ポスト満洲映画論－日中映画往還』（人文書院 2010年8月）
- （平沢剛）『1968年文化論』（毎日新聞社 2010年9月）
- （黒沢清・吉見俊哉・李鳳宇）『日本映画は生きている』（全8巻、岩波書店 2010年7月～2011年1月）
- （岡本章）『武智鉄二 伝統と前衛』（作品社 2011年）
- （福間健二・中条省平）『1968』（筑摩選書 2018年）。全3巻「文化」「文学」「漫画」

### 訳書
- コリン・ウィルソン『至高体験 -- 自己実現のための心理学』

由良君美共訳（河出書房新社 1979年／河出文庫 1998年）
- ポール・ボウルズ『優雅な獲物』（新潮社 1989年）
- ポール・ボウルズ『蜘蛛の家』（白水社 1995年）
- エドワード・サイード『パレスチナへ帰る』（作品社 1999年）
- ピーター・ブルックス『メロドラマ的想像力』（木村慧子共訳、産業図書 2002年）
- マフムード・ダルウィーシュ『壁に描く Le livre de luciole』（書肆山田 2006年）
  - 『パレスチナ詩集』（ちくま文庫 2024年）、改訂版
- ピエル・パゾリーニ『パゾリーニ詩集』（みすず書房 2011年、増補新版 2024年）
- イルダ・イルスト『猥褻なD夫人』（現代思潮新社「エートル叢書」2017年）
- チラナン・ピットプリーチャー『消えてしまった葉』（櫻田智恵共訳、港の人 2018年）

## その他

### 関わった雑誌
- 『闇祭』（1977年）- 映画批評同人誌。平野共余子、松浦寿輝、沼野充義、竹下節子、野村正人らと。
- 『シネマグラ』（1978年～1981年）-『闇祭』を発展させた映画批評誌。西成彦、如月小春、黒沢清らも参加。
- 『GS 楽しい知識』(1984年～1985年）
- 『三蔵』（1992年～1994年）- 詩歌の同人誌で四方田は詩を発表。石井辰彦（歌人）、夏石番矢（俳人）と。
- 『三蔵2』（2002年～）- 小池昌代（詩人）、石井辰彦。

### 映画出演
- 『俗物図鑑』（内藤誠監督、1982年）「片眼」役
- 『幽閉者 テロリスト』（足立正生監督、2007年）
- 『スティルライフオブメモリーズ』（矢崎仁司監督、2018年、大学教授役、原作『映像要理』)